# Archbolds prieelvogel
Archbolds prieelvogel (Archboldia papuensis) is een van de ongeveer twintig soorten prieelvogels. De Sanfords prieelvogel is een ondersoort van deze vogel.

## Beschrijving
Archbolds prieelvogel heeft een lengte van ongeveer 37 centimeter. De vogel lijkt een beetje op een soort gaai, hij is overwegend donkerbruin tot zwart van kleur, met grijze poten en een zwarte snavel. Het mannetje heeft op de kop wat kleine goudgele sierveertjes, het vrouwtje heeft lichtgele vlekken op de vleugels.
De schuwe vogel werd pas in 1939 ontdekt door Austin Loomer Rand, die de vogel naar Richard Archbold vernoemde, een ontdekkingsreiziger en ornitholoog die diverse expedities in Nieuw-Guinea ondernam en zelf financierde. Een bijzondere ontdekking was dat deze prieelvogels voor het opmaken van hun priëlen de sierveren van de wimpeldrager gebruikten.

## Voorkomen en leefgebied
Archbolds prieelvogel komt voor in het Sneeuwgebergte van Papoea, op een hoogte van 2300 tot 2900 m boven de zeespiegel. Bossen en struikgewas in het hooggebergte, vooral vegetaties met pandanussoorten, vormen het leefgebied van de soort.
De soort telt twee ondersoorten:
- A. p. papuensis: het westelijke deel van Centraal-Nieuw-Guinea.
- A. p. sanfordi (Sanfords prieelvogel): het oostelijke deel van Centraal-Nieuw-Guinea.

## Status
De grootte van de populatie is niet gekwantificeerd maar de soort wordt omschreven als schaars tot plaatselijk vrij algemeen. Op de Rode lijst van de IUCN heeft deze soort de status niet bedreigd.